# Filologia polska
Filologia polska, in. polonistyka (fr. polonistique) – filologia, której przedmiotem jest język polski, literatura polska i kultura polska. Stanowi część slawistyki.
Historia filologii polskiej sięga XVI w. Pierwszymi polskimi uczonymi, którzy podjęli studia nad językiem polskim, byli Jan Mączyński i Piotr Stoiński (Statorius).

## Filologia polska na uczelniach poza granicami Polski
Filologia polska jest wykładana na kilkunastu uczelniach poza granicami Polski:
- Azja
  - Chiny (ChRL)
    - Pekiński Uniwersytet Języków Obcych, Pekin
    - Normal University, Harbin

  - Korea Południowa
    - Uniwersytet Studiów Zagranicznych Hankuk, Seul

  - Korea Północna
    - Uniwersytet im. Kim Ir Sena, Pjongjang
- Ameryka Południowa
  - Brazylia
    - Federalny Uniwersytet Parany, Kurytyba
- Ameryka Północna
  - Kanada
    - Uniwersytet Alberty, Edmonton
    - University of Toronto, Toronto

  - Stany Zjednoczone
    - Uniwersytet Wisconsin w Madison (University of Wisconsin–Madison) z najstarszym programem nauczania języka polskiego, polskiej literatury i kultury w USA[4][5]
    - University of Illinois at Urbana-Champaign
- Europa
  - Austria
    - Uniwersytet Wiedeński, Wiedeń

  - Belgia
    - Katolicki Uniwersytet Lowański, Leuven (Lowanium)

  - Czechy
    - Uniwersytet Palackiego, Ołomuniec
    - Uniwersytet Ostrawski[6]
    - Uniwersytet Masaryka w Brnie[7]
    - Uniwersytet Karola w Pradze[8]

  - Francja
    - Université Blaise-Pascal, Clermont-Ferrand
    - Université de Bourgogne, Dijon
    - Université Charles-de-Gaulle Lille 3, Lille
    - Université Jean Moulin Lyon 3, Lyon
    - Université de Lorraine, Nancy
    - Uniwersytet Paryski IV (Université Paris-IV, Université Paris Sorbonne), Paryż
    - INALCO, Paryż
    - Université Toulouse 2 – Toulouse-Le Mirail, Tuluza

  - Litwa
    - Uniwersytet Wileński i Litewski Uniwersytet Nauk Edukacyjnych, możliwe że tylko jedna pozostanie

  - Rosja
    - Petersburski Uniwersytet Państwowy (Филологический факультет Санкт-Петербургского государственного университета), Sankt Petersburg
    - Moskwa: Rosyjska Akademia Nauk (Институт славяноведения РАН), Moskiewski Uniwersytet Państwowy (Факультет иностранных языков и регионоведения МГУ)
    - Bałtycki Uniwersytet Federalny im. Immanuela Kanta w Królewcu

  - Słowenia
    - Uniwersytet Lublański, Lublana

  - Szwecja
    - Uniwersytet w Sztokholmie, Sztokholm

  - Ukraina
    - Kijowski Uniwersytet Narodowy im. Tarasa Szewczenki, Kijów
    - Lwowski Uniwersytet Narodowy im. Iwana Franki, Lwów

  - Włochy
    - La Sapienza (Uniwersytet Rzymski), Rzym
    - Uniwersytet Boloński, Wydział Języków i Literatury Obcej[9][10]
    - Uniwersytet w Bari, Wydział Literatury i Filozofii[11]
    - Uniwersytet w Rzymie „Tor Vergata”
    - Uniwersytet w Mediolanie
    - Uniwersytet w Neapolu „L’Orientale”
    - Uniwersytet w Udine
    - Uniwersytet w Wenecji „Ca’ Foscari”
    - Uniwersytet w Pizie
    - Uniwersytet w Genui